# 右江
右江，是中國南部的一條河流，為郁江正源，屬於珠江水系。
右江河源段称达良河，发源于云南省文山州广南县莲城镇那省上寨（原属那伦乡），北流至坝美镇坡们（原属八达乡）右纳阿科河后称驮娘江，北流进入广西百色市西林县。驮娘江在西林县八达镇那汪屯左纳泥洞河后转东流，至田林县八渡瑶族乡福达村（原福达瑶族乡）附近左纳八中河后转东南流，进入云南文山州富宁县境，称剥隘河。剥隘河在富宁县剥隘镇北右纳那马河后转东流，进入广西百色市右江区境内，东流至百色市区以东，左纳澄碧河后干流又改称右江。
右江转东南流，干流流经田阳县、田东县、平果市、隆安县后进入南宁市辖区，在南宁江南区江西镇同江村北右纳左江后，干流始称“郁江”。
右江本流河段的主要支流為龍須河、達臘河、淥水江、武鳴河等。